# Het Schip (dorpswoning)
Het Schip is een historische dorpswoning en beschermd monument, gelegen in het gehucht Nerm in Hoegaarden, Vlaams-Brabant. Het pand staat bekend als voorbeeld van de traditionele dorpsarchitectuur in de regio Haspengouw.
Het Schip bevindt zich aan Nerm 117, in het landelijke gehucht Nerm, dat deel uitmaakt van de gemeente Hoegaarden. Hoegaarden ligt in het zuiden van de provincie Vlaams-Brabant, tegen de grens van Wallonië aan, en is vooral bekend om zijn brouwerij. Het Schip is een dwarshuis van drie bij vijf traveeën, afgedekt met een voor de streek typisch wolfsdak. Dit type dak is kenmerkend voor de regio en geeft het gebouw een karakteristiek silhouet. De woning dateert uit de 18de eeuw en werd in de loop van de 19de eeuw aangepast. Het gebouw is opgetrokken uit traditionele materialen en weerspiegelt de bouwstijl en het rurale karakter van de streek.

## Geschiedenis
Het Schip heeft door de eeuwen heen verschillende functies gehad. In een ver verleden was het pand een herberg, een functie die het behield tot na de Eerste Wereldoorlog. Het huis was langdurig eigendom van de familie Adams. Leopold Adams baatte er tot 1959 een kruidenierswinkel uit, die daarna nog een tijd werd voortgezet door zijn zoon Louis. Het is niet precies bekend tot wanneer deze winkel open bleef.

## Erfgoedstatus
Het Schip is opgenomen in de Inventaris van het Onroerend Erfgoed van Vlaanderen en erkend als beschermd monument (erfgoednummer 200247). Het Schip is een overblijfsel van de bouwtradities en leefgewoonten van vroegere generaties in Hoegaarden en omstreken. Het gebouw is een geliefd object voor erfgoedliefhebbers en wordt regelmatig vermeld in wandel- en fietsroutes.
Op de Monumentendag in 2019 trok Het Schip veel bezoekers. Speciaal voor deze dag richtte de bewoner Georges Stienlet, voorzitter van vzw Hoegaards Erfgoed, het oude winkeltje nog één keer in zoals het vroeger was. Georges Stienlet is gepensioneerd inspecteur-generaal van Financiën bij de Vlaamse Overheid en schreef al 2 romans.